# 吉隆绿绒蒿
吉隆绿绒蒿（学名：Meconopsis pinnatifolia）为罂粟科绿绒蒿属下的一个种。

## 特点
1979年，吴征镒、庄璇和周立华发表了久治绿绒蒿、吉隆绿绒蒿这两个稀有的绿绒蒿。吉隆绿绒蒿的植株可高达60厘米-100厘米，全株被淡黄色羽状刺毛，叶片羽状裂，花柱盘盖于子房之上，边缘呈波状，花为淡蓝紫色、紫色，或深紫红色。植被生长于海拔3500米至4200米的草坡、林地边缘，产于中国西藏吉隆、聂拉木至尼泊尔一带。

## 药效
有全草入药价值，因含有别隐品碱、黄连碱、罂粟红碱等，具有清热解毒凉血的效果。